# Johan Christian Dahl
Johan Christian Claussen Dahl (Bergen, 24 febbraio 1788 – Dresda, 14 ottobre 1857) è stato un pittore norvegese appartenente al Romanticismo; la sua produzione lo annovera tra i paesaggisti come Caspar David Friedrich e, per certi versi, il più moderato John Constable.

## Biografia

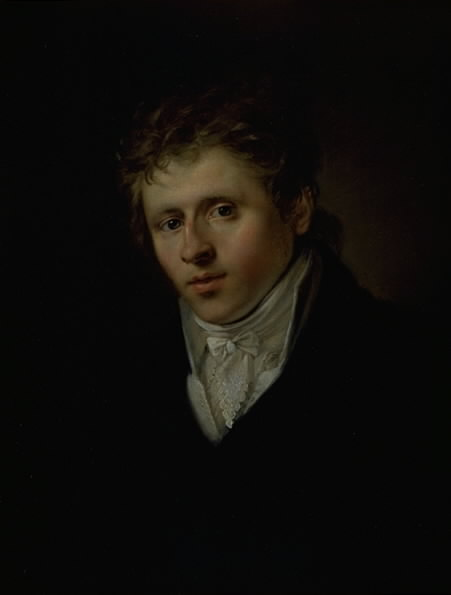
Christian Albrecht Jensen, Ritratto di J.C. Dahl (circa 1815); 57×43.5 cm, Statens Museum for Kunst, Copenhagen

### Esordi

#### Formazione artistica
Johan Christian Dahl nacque a Bergen il 24 febbraio 1788 da una famiglia di umili condizioni (suo padre era un pescatore). Fu educato presso la cattedrale di Bergen da un mentore che voleva farne un buon pastore; ciò malgrado, riconosciuta la propria vocazione artistica, Johan abbandonò gli studi teologici e iniziò a frequentare la scuola di pittura di Johan Georg Müller, che allora godeva in città di una distinta notorietà. Dahl passò quindi sotto la guida di Lyder Sagen, che consentì al giovane di completare gli studi all'accademia di Copenaghen, in Danimarca.
Nella capitale danese Dahl ebbe modo di ampliare i propri orizzonti figurativi, visitando le collezioni d'arte più disparate, ma soprattutto di maturare un'appassionata devozione nei confronti della natura: nel 1812 scrisse a Sagen che stava studiando «la natura più di tutto» così da emulare la maniera dei grandi maestri olandesi del XVIII secolo, primi tra tutti Jacob van Ruisdael e Caesar van Everdingen. Frutto di questi studi fu una serie di dipinti che riscossero il plauso di molti, guadagnandosi anche l'ammirazione del principe Christian Frederik (futuro Cristiano VIII, re di Danimarca), col quale Dahl fu legato per tutta la vita da un saldo vincolo d'amicizia.

#### A Dresda
Nel settembre 1818 Dahl si allontanò da Copenaghen per imprimere un più decisivo impulso alla propria formazione artistica; giunto a Dresda, tuttavia, vi rimase. Qui conobbe il pittore romantico Caspar David Friedrich, del quale divenne un intimo amico; malgrado Friedrich fosse un artista già molto affermato, e tra l'altro quattordici anni più grande, egli trovò in Dahl il compagno ideale con cui condividere sia uno spiccato gusto paesaggistico che un'intolleranza a ogni convenzionalismo accademico. Stimolato ciascuno dal genio dell'altro, ambedue i pittori raggiunsero rapidamente la pienezza della propria potenza artistica; l'influenza del Friedrich nella produzione di Dahl di questi anni è più che evidente nell'opera Due uomini contemplano la Luna, dove viene utilizzato l'espediente della Rückenfigur, ovvero una figura vista di spalle persa in un'estatica contemplazione della natura.

### In Italia da Christian Frederik
Nel 1820 il principe Christian Frederik invitò Dahl a trascorrere un po' di tempo come suo ospite alla reggia di Quisisana, in un appartato e idilliaco angolo del golfo di Napoli, in Italia. Al tempo, Dahl stava corteggiando Emilie von Bloch, una giovane fanciulla della quale si era invaghito. La prospettiva di compiere un viaggio in Italia era tuttavia troppo allettante: per questo motivo, sposò Emilie in tempi brevissimi, per poi lasciare la Germania il giorno dopo le nozze. Sebbene avrebbe preferito non lasciare subito la sposa, Dahl comprese che il soggiorno in Italia sarebbe stato determinante per gli sviluppi della propria attività artistica.
Prima di arrivare in Campania, Dahl fece tappa a Monaco di Baviera, Firenze e infine Roma, ove giunse nel febbraio 1820. Dahl approdò in una città ricca di iniziative e di fermenti; nell'Urbe, infatti, egli poté studiare gli antichi maestri italiani nei musei e incontrare gli altri artisti che ivi risiedevano. Dopo la breve parentesi capitolina l'artista si recò immediatamente al golfo di Napoli, dove arrivò l'11 agosto 1820. Il soggiorno partenopeo dovette costituire un'esperienza di grande rilevanza per Dahl, che colse spunti e ispirazione dalla selvaggia bellezza di queste terre: Pozzuoli, il Vesuvio, Castellammare di Stabia, gli scavi archeologici di Pompei, Posillipo e l'isola di Capri furono luoghi che l'artista visitò e ritrasse tutti, in vedute che rendono perfettamente la tensione tra la natura e l'elemento umano.
Dopo un periodo di tempo trascorso a Napoli, nell'elegante quartiere di Pizzofalcone, il desiderio acuto di tornare a vivere con la moglie spinsero Dahl a fare ritorno a Dresda: lasciò l'Italia il 27 luglio 1821.

Veduta sulla valle di Stalheim (1842); Galleria Nazionale di Norvegia, Oslo

### Ultimi anni
Nel 1824 Dahl fu nominato professore all'Accademia di Dresda; furono suoi allievi, fra gli altri, Knud Baade, Peder Balke, e Thomas Fearnley. Sebbene le campagne tedesche, specie quelle intorno all'Elba, esercitassero un grande fascino su di lui, Dahl ben presto si accorse di come quei paesaggi fossero privi di quell'«autenticità» della quale era invece permeata la sua montuosa madrepatria. Per questo motivo, nel 1826 tornò temporaneamente in Norvegia, dove ritornò anche negli anni 1834, 1839, 1844, e 1850; nel paese d'origine l'artista poté finalmente effettuare escursioni sui monti e lungo gli amati fiordi, restituendoci opere come Fortundalen (1836) e Veduta sulla valle di Stalheim (1842).
Furono questi, tuttavia, anni assai turbolenti, allorché la vita privata di Dahl iniziò ad esser funestata da gravi lutti familiari. Nel 1827 rimase vedovo, quando Emilie Dahl morì dando alla luce il quartogenito; si sposò quindi nel 1830 con Amalie von Bassewitz, ma anche lei morì di parto il dicembre dello stesso anno. Il dolore di Dahl fu tale che per molti mesi non riuscì a dipingere nessun dipinto.
Nel 1842 l'anziano pittore fondò la Galleria Nazionale (Nasjonalgalleriet) di Norvegia, e a tale istituzione fece poi omaggio di numerosissimi suoi dipinti. Morì infine a Dresda il 17 ottobre 1857; inizialmente sepolto a Dresda, i suoi resti nel 1934 furono trasportati in Norvegia e tumulati nel cimitero della chiesa di Sankt Jakob a Bergen.

## Stile
Johan Christian Dahl è considerato, insieme all'amico Friedrich e agli artisti inglesi Constable e Turner, uno dei maggiori esponenti dell'arte romantica. Il suo stile è un trait d'union tra le visioni mistiche e simboliche di Friedrich ed il romanticismo naturale, contemplativo di Constable, che probabilmente studiò negli anni trascorsi all'Accademia di Copenaghen. Così come Constable, Dahl si mostrò assai sensibile all'influenza dei grandi maestri del secolo d'oro olandese, quali Jacob van Ruisdael e Caesar van Everdingen, che pur vivendo nel XVIII secolo anticiparono quella concezione della natura che fiorirà pienamente solo in età romantica.
In effetti, Dahl venne introdotto all'esercizio della pittura soprattutto attraverso la copia delle opere dei maestri olandesi, che trattò con intonazioni già spiccatamente romantiche: nei suoi primissimi dipinti, infatti, si accostò alla natura con animo diverso, «mostra[ndo] caduto quel minimo distacco che manteneva splendidi, luminosi, intoccabili, il cielo, le rocce, le acque e gli alberi; e [dando] un respiro umido, un trascorrere di venti, come un ansimare profondo del paesaggio». Fu da Ruisdael e da Everdingen che Dahl apprese a realizzare le pendici montuose fitte di boschi, i cieli densi di nuvole e le cascate burrascose, come quelle che poteva osservare precipitare dai fiordi della sua Norvegia natia. Il suo gusto naturalistico, fuso con le influenze che assorbì una volta recatosi in Germania, diede come risultato un'intensa forza di stile e una grande profondità naturale; queste opere abitavano in quello smisurato limbo presente tra il tragico senso dell'infinito di Friedrich e il lirismo di Constable, senza però eccedere né nell'uno né nell'altro, e quindi facendo furore.

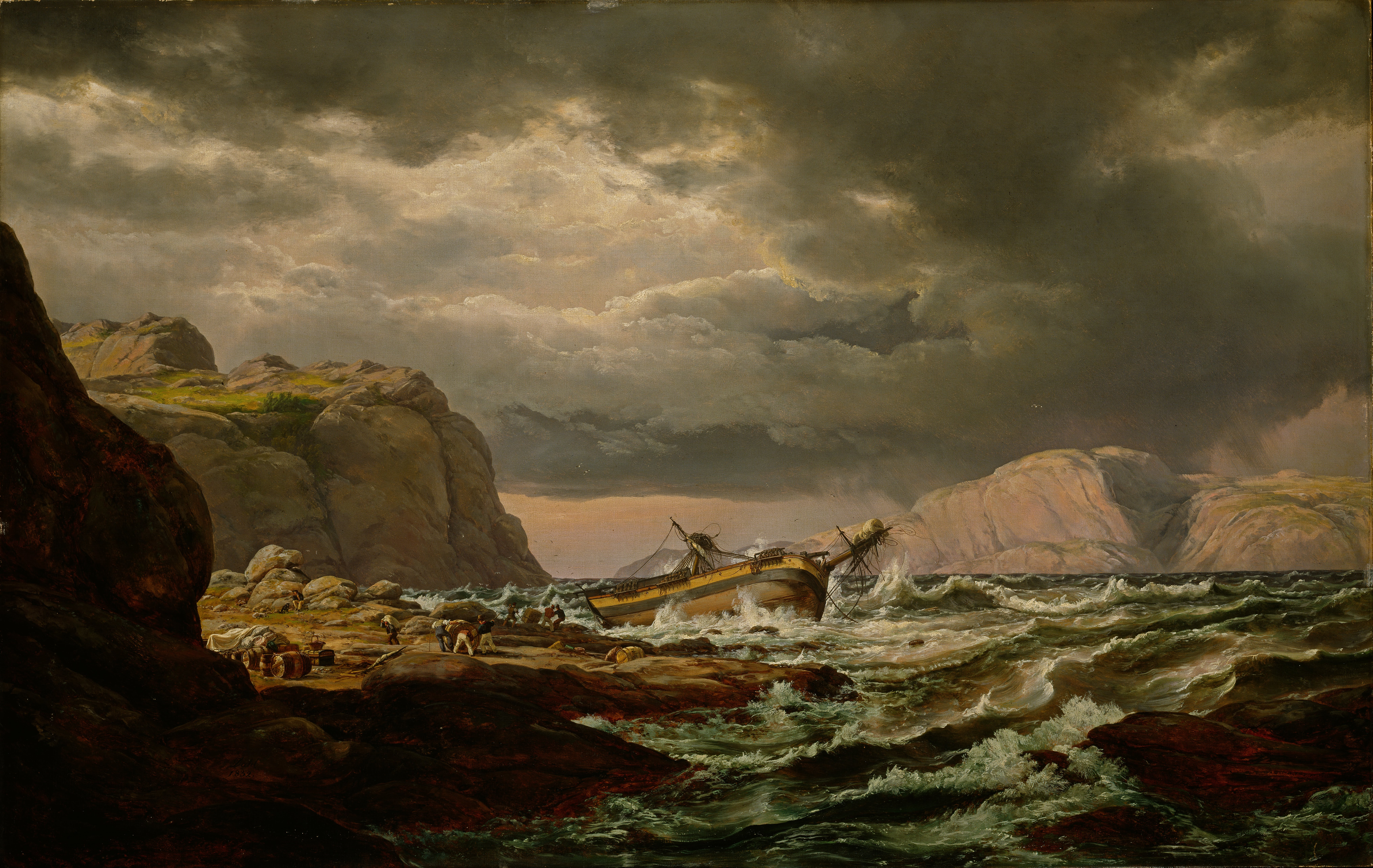
Naufragio sulla costa norvegese (1832); 71.5×111 cm, Galleria Nazionale di Norvegia, Oslo

Seppur l'Italia lasciò un'impronta profonda nella fantasia di Dahl, gli anni che egli trascorse nel Bel Paese non possono essere annoverati tra i più floridi dal punto di vista artistico, siccome le opere di quel periodo, talvolta troppo impetuose, altre volte eccessivamente misurate, non hanno quella mistura poetica che aveva sancito il suo successo in Germania. Per questo motivo, resosi conto dell'errore, Dahl tornò per qualche tempo in Norvegia, dove realizzò opere dal carattere spiccatamente romantico: nel raffigurare violente tempeste marine, rocce colonizzate da licheni, valli profonde e cupe e laghetti montani, Dahl amava e perseguiva la particolarità di ogni cosa, realizzando con scrupolosa incisività e sistematica precisione ogni minimo dettaglio.
(Roberto Tassi)
Dahl fu animato anche da un vivido interesse per lo studio analitico di uno degli elementi più determinanti del paesaggio: le nuvole, che approfondì nei suoi Wolkenstudien (studi di nuvole). Dahl realizzò per tutta la vita banchi di nuvole di ogni profilo, colore e dimensione, indagando non solo le loro mutevoli forme ma anche le qualità luministiche e cromatiche.
Del Dahl esiste un numero cospicuo di opere, che in gran parte sono proprietà di musei norvegesi e danesi: l'artista, infatti, è rappresentato con esemplari cospicui nella galleria nazionale di Oslo, nella galleria civica di Bergen e della galleria nazionale di Copenaghen.